# Johannes Minckwitz (joueur d'échecs)
Pour l’article homonyme, voir Johannes Minckwitz.
Johannes Mincwitz est un joueur d'échecs et un auteur de livres d'échecs allemand né le 11 avril 1843 à Leipzig et mort le 20 mai 1901 à Biebrich.

## Biographie et carrière
Johannes Mincwitz était le fils de l'écrivain et philologue Johannes Minckwitz.
Il fut 3e-5e du tournoi de Hambourg (deuxième congrès d'Allemagne du nord) en juillet 1869 (sept participants) et deuxième du congrès d'Allemagne de l'Ouest à Barmen en août, derrière Adolf Anderssen.
En 1871, il finit troisième du congrès d'Allemagne de l'Ouest à Krefeld derrière Louis Paulsen et Anderssen. En 1878, il fut quatrième du congrès d'Allemagne de l'Ouest avec 5 points sur 9 (il y avait dix participants).
En 1880, il marqua 8 points sur 15 et finit huitième sur quinze participants au tournoi de Wiesbaden (début juillet), puis finit troisième ex æquo du congrès d'Allemagne de l'Ouest à Brunswick (fin juillet) et remporta le tournoi de Graz (ex æquo avec Adolf Schwarz en septembre. 
Lors du deuxième congrès allemand d'échecs, en 1881, il finit septième ex æquo sur dix-huit participants à Berlin. Lors du quatrième congrès de la fédération allemande en 1885, il marqua 9 points sur 17 et finit dixième sur dix-huit joueurs.

## Publications
Minckwitz est l'auteur de : 
- Das ABC des Schachspiels, Leipzig, 1879.
- Humor im Schachspiel, Leipzig, 1885.
- Der Entscheidungskampf zwischen W. Steinitz und J. H. Zukertort um die Meisterschaft der Welt, Leipzig 1886
- Der kleine Schachkönig, Leipzig, 1889.
- les livres des tournois de  Krefeld 1871, Düsseldorf 1876, Cologne 1877, Frankfort-sur-le-Main 1878, Hambourg 1885.